# أوليفر مورتون ديكرسون
أوليفر مورتون ديكرسون (بالإنجليزية: Oliver Morton Dickerson)‏ هو مؤرخ أمريكي، ولد في 8 سبتمبر 1875، وتوفي في 26 نوفمبر 1966.